# بلاثا دي سيبيليس
بلاثا دي سيبيليس أو ساحة سيبيليس هي ساحة تحتوي على مجمع كلاسيكي جديد من التماثيل الرخامية مع نوافير متعددة حيث أصبحت رمزًا مميزًا لمدينة مدريد. تقع عند تقاطع كالي دي الكالا (يمتد من الشرق إلى الغرب)، وباسيو دي ريكوليتوس (إلى الشمال) وباسيو ديل برادو (إلى الجنوب). كان الاسم الأصلي لبلاثا دي سيبيليس هو بلاثا دي مدريد أي ساحة مدريد، ولكن في عام 1900، أطلق عليها مجلس المدينة اسم بلاثا دي كاستيلار، والتي تم استبدالها في النهاية باسمها الحالي.
ويحدها حاليا أربعة مبان بارزة: مبنى بنك إسبانيا، وقصر بوينافيستا (بالاسيو دي بوينافيستا)، وقصر ليناريس (بالاسيو دي ليناريس)، وقصر سيبيل (بالاسيو دي سيبيليس). تقع هذه الإنشاءات في أربعة أحياء مختلفة من ثلاث مناطق متجاورة مختلفة: سنترو، ريتيرو، وسلامنكا .
على مر السنين، أصبح قصر سيبيليس والنافورة التابعة له آثارًا رمزية للمدينة.

## نافورة سيبيليس
تكون نافورة سيبيليس في جزء من مدريد يسمى عادة Paseo de Recoletos. سميت هذه النافورة على اسم كوبيلي ، آلهة فريجيا. تعتبر النافورة تقليديًا المكان الذي يحتفل فيه نادي ريال مدريد بانتصارات فريقه، حيث يضع قائد الفريق علم ريال مدريد ووشاحًا على التمثال.

## قصر سيبيليس
أبرز المباني في الساحة هو قصر سيبيليس (الذي كان يُعرف سابقًا باسم قصر الاتصالات) ، وهو مقر مجلس مدينة مدريد.

## معرض الصور

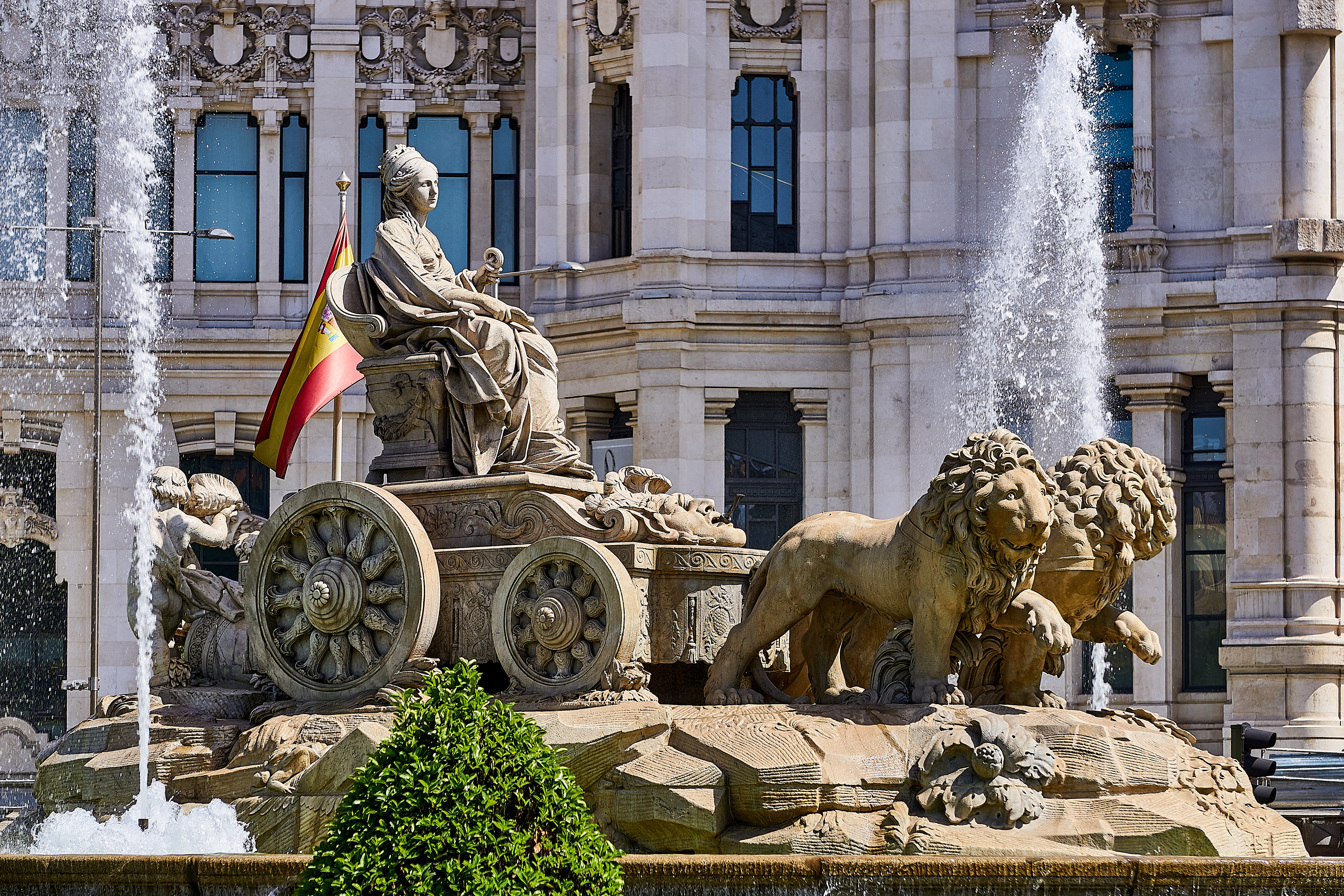
تمثال سيبيل من فرانسيسكو جوتيريز أريباس
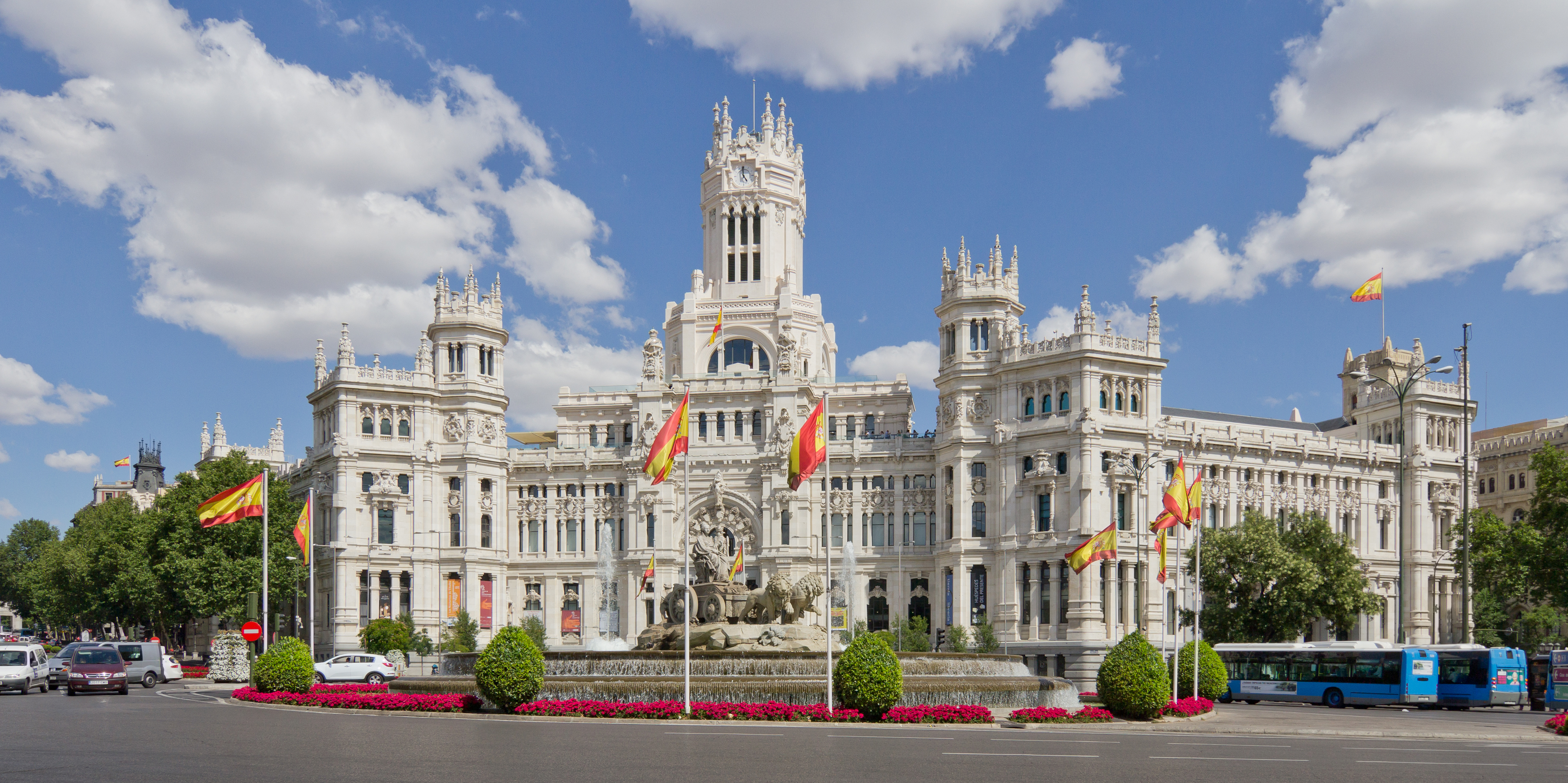
قصر الاتصالات
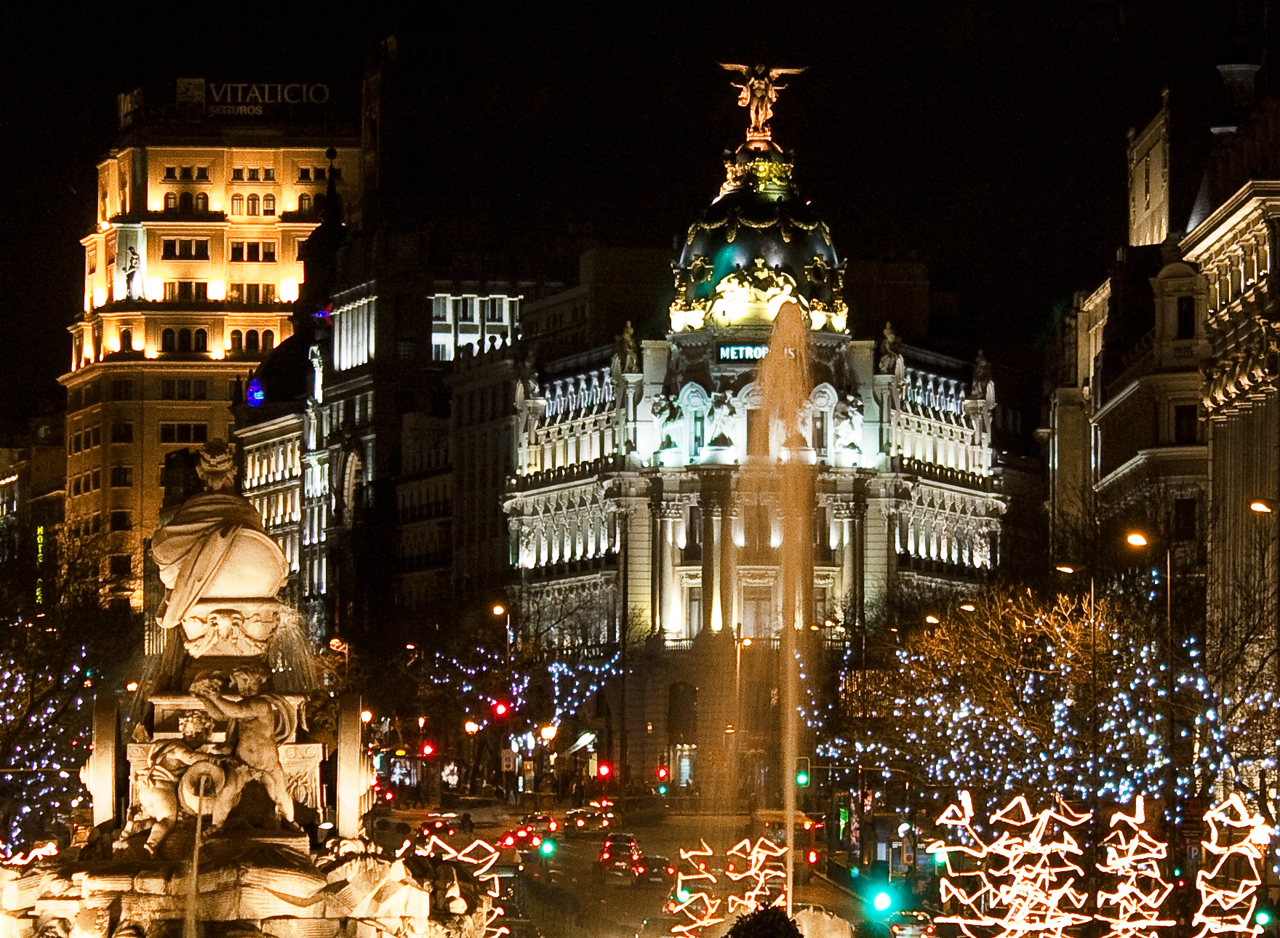
ليلة عرض بلازا ، مع مبنى متروبوليس
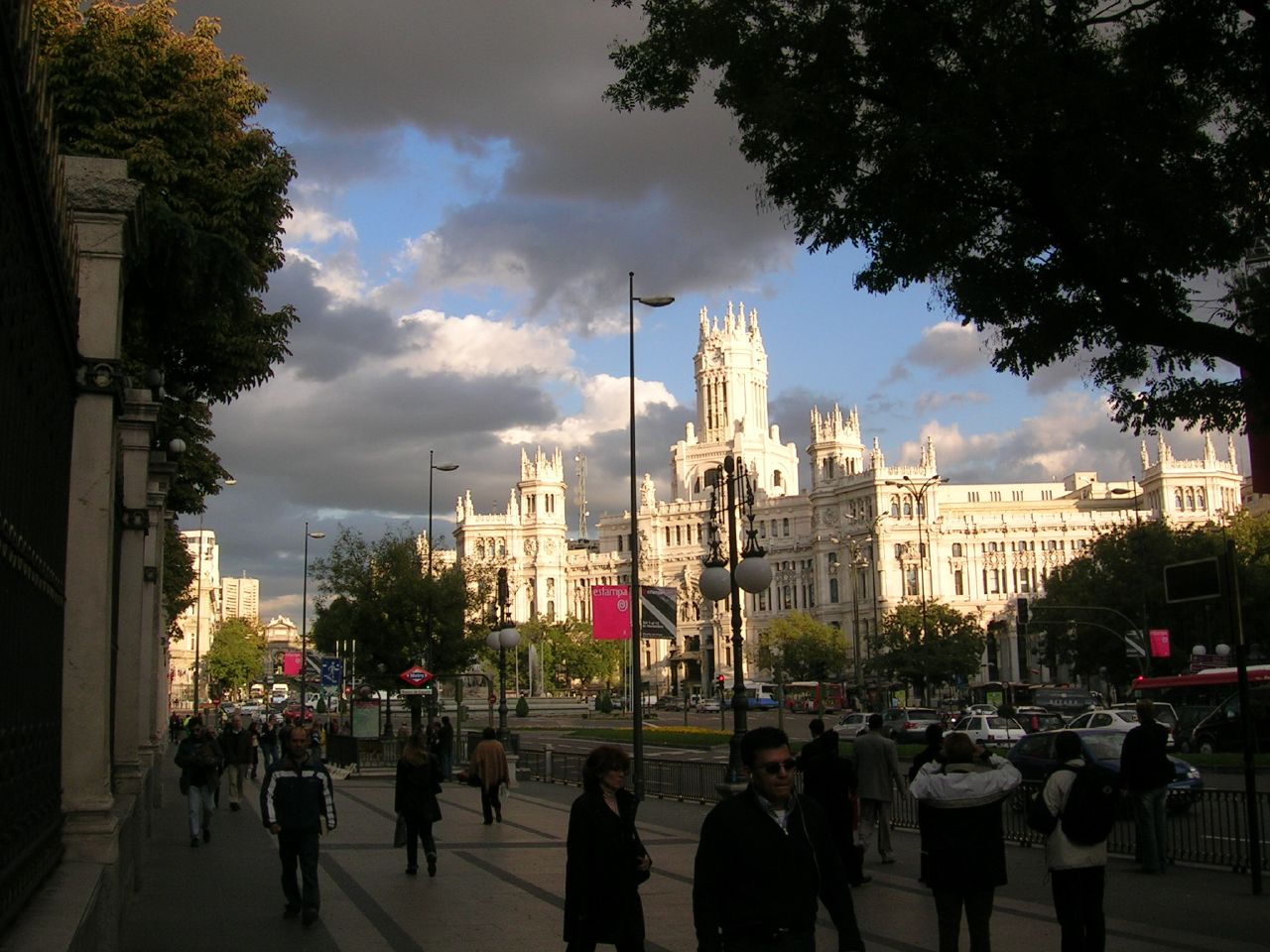
منظر من شارع الكالا دي

## روابط خارجية
- https://web.archive.org/web/20080321233956/http://www.picable.com/Arch architecture/Buildings/Palacio-De-Comunicaciones-in-Madrid.48307
- ساحة سيبيليس